# 桑江咲菜
桑江 咲菜（くわえ さきな、1992年5月6日 - ）は、日本の女優、タレント、アイドルである。旧芸名、朝倉 咲。Power Ageの元メンバー。
千葉県出身。JJプロモーション所属。既婚。2児の母。

## 略歴
- アイドルグループ「パワーエイジ」のメンバーとして活動し、2009年に解散[2]。
- 2010年、所属していたスターダストプロモーションから公式プロフィール、及び公式ブログは削除されているが、本人ならびに事務所からの公式発表はない。
- 2011年春、芸名を朝倉咲へ改名し、活動を再開。
- 2013年1月20日、自身のブログにて、芸名を桑江咲菜へ戻したことを発表。
- 2013年6月1日、JJプロモーションに所属となる。
- 『牙狼-GARO- 』シリーズの出演者4人によるガールズユニット「魔戒歌劇団」で、2015年5月に歌手として6年ぶりに再デビュー[2]。
- 2020年9月25日、一般男性と結婚[3]。
- 2022年6月20日、第1子出産[4]。
- 2025年2月26日、第2子女児の出産を報告[5]。

## 人物・エピソード
- 趣味はスポーツ、ぬいぐるみ集め、器械体操、ダンス、アクション[1]。
- 特技はお弁当作り（特にキャラ弁）、和太鼓[1]。
- 身長が低く、2007年に放送された『獣拳戦隊ゲキレンジャー』で演じた真咲なつめ役は、当時中学3年生ながら小学生の役柄であった。

## 出演

### テレビドラマ
- スーパー戦隊シリーズ（テレビ朝日） - レギュラー・真咲なつめ 役
  - 獣拳戦隊ゲキレンジャー（2007年4月1日 - 2008年2月20日）
  - 魔進戦隊キラメイジャー エピソード27（2020年10月11日）[6]
- わたしたちの教科書 最終話（2007年6月28日、フジテレビ）
- MAGISTER NEGI MAGI 魔法先生ネギま!（2007年 - 2008年、テレビ東京） - エヴァンジェリン・A・K・マクダウェル 役
- 都市伝説セピア「フクロウ男」（2009年、WOWOW）
- 猿ロック（2009年9月3日、日本テレビ）
- 非公認戦隊アキバレンジャー シーズン痛（2013年5月3日、BS朝日 他） - 舞浜亜希奈 役
- 牙狼〈GARO〉シリーズ（テレビ東京）
  - 牙狼〈GARO〉-魔戒ノ花- 第20話（2014年） - サキ 役
  - 牙狼〈GARO〉-GOLDSTORM- 翔 （2015年） - レギュラー・リュメ 役
  - 牙狼〈GARO〉-魔戒烈伝- 第10話（2016年） - リュメ 役
- 相棒 season18 第7話（2019年11月27日、テレビ朝日） - 広瀬乃愛 役

### テレビ番組
- 第3回 全国小学生ミラクルクイズ（2009年、BS11） - 番組アシスタント
- 出発!ローカル線 聞きこみ発見旅 青森県・青い森鉄道（2016年8月15日、BSジャパン）
- 牙狼〈GARO〉金狼感謝祭2016生放送（2016年11月23日、ファミリー劇場HD）

### WEBドラマ
- 明治製菓 チョコレートンの冒険 第3話 - さやか 役

### 映画
- 口裂け女（2007年3月） - 田村夏樹 役
- スーパー戦隊シリーズ（東映） - 真咲なつめ 役
  - 電影版 獣拳戦隊ゲキレンジャー ネイネイ!ホウホウ!香港大決戦（2007年8月）
  - 劇場版 炎神戦隊ゴーオンジャーVSゲキレンジャー（2009年1月）
- 携帯彼氏（2009年10月） - 斉藤久美 役
- 牙狼〈GARO〉シリーズ - リュメ 役
  - 牙狼〈GARO〉-GOLD STORM- 翔（2015年3月）
  - 牙狼〈GARO〉神ノ牙-KAMINOKIBA-（2018年1月）
- 珍遊記（2016年2月） - 房子 役
- 文豪ストレイドッグス BEAST（2022年1月）- 泉鏡花 役

### 舞台
- team.静春『れでぃごぅ!』（2011年4月、せんがわ劇場）
- パンプランニング『ブルースな日々〜夢に向かって』（2011年6月、銀座みゆき館）
- パンプランニング『シャバダバダ』（2011年9月、銀座みゆき館）
- エレキテルコーポレーション『エレキ私立さきあい学園』（2011年10月、亀戸yanagi / 新宿LRD）
- 海賊のように飲む会『アパート〜どうでもいいけど守ってあげたい〜』（2011年11月、吉祥寺スターパインズカフェ）
- はーとふるはんど『こんにちは赤ちゃん』（2012年5月、日本橋三越劇場）
- nitrock『IST-イスト-〜レオンハルト＝グリムの糾合〜』（2012年7月、中野ウエストエンドスタジオ）
- 海賊のように飲む会『シオカラ』（2012年8月、吉祥寺スターパインズカフェ）
- 海賊のように飲む会『井戸のある楽屋』（2012年9月、千本桜ホール）
- 万本桜企画『ある女の、ある物語。』（2012年11月、千本桜ホール）
- yurupre『2012〜熱き男女の戦い〜』（2012年12月、絵空箱）
- はーとふるはんど『ボクのジイちゃん』（2013年3月、日本橋三越劇場）
- 劇団BRATS『RED KILL〜真っ赤な嘘の描き方〜』（2013年4月、中野ウエストエンドスタジオ）
- JJプロモーション番外公演『熱海殺人事件〜友よ今君は風に吹かれて〜』（2014年1月、新宿SPACE雑遊） - ゲスト出演
- 劇団東京フェスティバル『幸福な職場』（2014年2月、下北沢駅前劇場）
- 劇団東京フェスティバル『幸福な職場』（2016年4月、北海道公演）
- 銀岩塩 牙狼<GARO> -神ノ牙 覚醒-（2017年11月、全労済ホール/スペースゼロ・提携公演） - リュメ（ゲスト出演）
- 文豪ストレイドッグス（2017年12月22日 - 24日、横浜：KAAT神奈川芸術劇場ホール / 2018年1月12日 - 13日、大阪：森ノ宮ピロティホール / 1月31日 - 2月4日、東京：AiiA 2.5 Theater Tokyo） - 泉鏡花 役
- AiiA presents' 舞台・刀使ノ巫女（2018年11月10日 - 11月14日、天王洲 銀河劇場） - 益子薫 役
- Fate/Grand Order THE STAGE -絶対魔獣戦線バビロニア-（2019年1月11日 - 14日、サンケイホールブリーゼ / 1月19日 - 27日、日本青年館ホール） - アナ 役[7]
- 舞台・K-RETURN OF KINGS-  (2019年3月1日 - 10日、天王洲 銀河劇場 / 3月15日 - 17日、大阪メルパルクホール） - 櫛名アンナ 役
- 文豪ストレイドッグス 三社鼎立（2019年6月8日・9日、岩手：北上市文化交流センター さくらホール / 6月14日 - 16日、福岡：久留米シティプラザ ザ・グランドホール / 6月21日・22日、愛知：名古屋市公会堂 / 6月27日 - 30日、大阪：森ノ宮ピロティホール / 7月3日 - 10日、東京：日本青年館ホール） - 泉鏡花 役
- 「FINAL FANTASY BRAVE EXVIUS」THE MUSICAL（2020年3月6日 - 15日、東京：天王洲 銀河劇場 / 3月20日 - 29日、兵庫：AiiA 2.5 Theater Kobe）※新型コロナウィルス感染症流行の影響で一般公演が全て中止。無観客公演のみ配信・映像ソフト化された - サクラ 役
- BEASTARS THE STAGE（2020年4月30日 - 5月4日、日経ホール / 5月8日 - 10日、松下IMPホール） - ヒロイン・ハル 役 ※新型コロナウィルス感染症流行の影響で全て中止。

### CM
- 日本歯科医師会
- エンゼルハウス
- 明光義塾
- セガトイズ「デコッチャオ」
- マイクロソフト「Xbox 360」『鉄拳6』

### 雑誌
- LemonTeenPLUS
- ヤングチャンピオン
- chu chu
- 小学六年生
- なかよし
- My Birthday
- チューボー（Chu→Boh、chu-boh）vol.22 - 25
- コーボー（Koh→Boh、koh-boh）vol.1

### スチル
- ニッセンカタログ2006春